# Ольшиць-Влосцянський
Ольшиць-Влосцянський (пол. Olszyc Włościański) — село в Польщі, у гміні Доманиці Седлецького повіту Мазовецького воєводства.
У 1975-1998 роках село належало до Седлецького воєводства.